# Heiligdom van Zeus Polieus
Het Heiligdom van Zeus Polieus (‘De beschermer van de stad’) was een niet-overdekt heiligdom op de Akropolis van het oude Athene.
In dit heiligdom werden runderen gehouden waarvan er ieder jaar een aan Zeus werd geofferd in een oud ritueel dat ‘Bouphonia’ werd genoemd en dat is beschreven door Pausanias (1,24,4 en 1,28,10) en Porphyrius (Over het vegetarisme, 2,28-2,30). 
De runderen uit het heiligdom werden rond het altaar gedreven waarop een mengsel van gerst en tarwe klaarlag om aan Zeus geofferd te worden. Het eerste rund dat van het graan at, werd door een priester, ‘bouphonos’ (rundermoordenaar) genoemd, met een bijl gedood. Daarna vluchtte hij weg. Zijn medepriesters deden alsof ze niet gezien hadden wie het had gedaan en spanden een proces aan tegen de bijl, die schuldig werd bevonden en in zee gegooid. Dit ritueel geldt als herinnering aan het eerste per ongeluk tot stand gekomen runderoffer.
Het heiligdom lag op het noordoostelijke deel van de Akropolis, achter het Erechtheion en de Oude Athenatempel, op de plaats waar ook het hoogste punt van de Akropolis (156 m.) was. Er is niets van over, maar op grond van de sporen die zijn uitgehouwen in de rots, maakte de Amerikaanse archeoloog Gorham P. Stevens in de jaren ’40 van de 20e eeuw een reconstructie. Het bestond uit twee ommuurde gedeeltes – het ene westelijk, het andere noordoostelijk gelegen – die door een deur verbonden waren. Het westelijke gedeelte was min of meer rechthoekig (ca. 17 x 26 m.) en bevatte waarschijnlijk ook een stal voor de ossen. Het andere deel was polygonaal en bevatte een kleine antentempel die op het noorden was gericht met een lang altaar ervoor. De onderbouw van het tempeltje was gemaakt van steen, de bovenbouw van hout. In de cella van de tempel bevond zich een offerkuil. 
In het heiligdom moet een beeld gestaan hebben van Zeus in archaïsche stijl, staand met een bliksemschicht in zijn opgeheven rechterhand.

## Referentie
- Kronoskaf, art. 'Sanctuary of Zeus Polieus’